# Trebča vas
Trebča vas este o localitate din comuna Žužemberk, Slovenia, cu o populație de 80 de locuitori.